# ブライトン・アンド・ホーヴ・アルビオンFC
ブライトン・アンド・ホーヴ・アルビオンFC（Brighton & Hove Albion Football Club ([ˈbraɪtən ... ˈhoʊv]) ）は、イングランド・イースト・サセックスにあるブライトン・アンド・ホヴをホームタウンとする、イングランドプロサッカーリーグ（プレミアリーグ）に加盟するプロサッカークラブ。愛称はシーガルズ（The Seagulls）。
ブライトンにヨーロッパ本部オフィスを置くアメリカン・エキスプレスが、2013-14シーズンからユニフォームの胸スポンサーを務めている。また、スニッカーズが、2015-16シーズンからはユニフォームの袖スポンサーを努めている。

## 歴史
1901年に設立され、当初はサザンフットボールリーグに所属した。クラブ創設時より青と白の縦縞のユニフォームを用いている。1910年、当時のフットボールリーグチャンピオンであったアストン・ヴィラを破り、チャリティーシールド（現FAコミュニティ・シールド）を獲得。これはクラブの唯一の国内タイトルである。1920年、フットボールリーグに新設されたサードディビジョンに参加した。
フットボールリーグ時代のトップディビジョンへの在籍経験は1979-80から1982-83シーズンまでの4期のみ。1983年のFAカップでは決勝に進出したが、マンチェスター・ユナイテッドに引き分け再試合の末に敗れ、準優勝となった。
2012-13シーズンにはフットボールリーグ・チャンピオンシップにて4位となり、昇格プレーオフ出場権を得たが準決勝で敗退した。しかし、2016-17シーズンに3試合を残してプレミアリーグ自動昇格の条件である2位以内を決めたことで、35年ぶり、プレミアリーグが創設されてから初めて1部昇格を決めた。2017-18シーズンからプレミアリーグに所属している。
2022-23シーズン、最終節を前に6位以内が確定し、クラブ史上初となるUEFAヨーロッパリーグの出場権を手にした。
2023-24シーズンは、MFアレクシス・マック・アリスター（リヴァプール）やMFモイセス・カイセド（チェルシー）をビッグクラブに引き抜かれ、MFソリー・マーチ、FWエヴァン・ファーガソン、DFペルビス・エストゥピニャン、MFジャック・ヒンシェルウッド、MF三笘薫など、昨季の躍進を支えた主力が長期離脱。最終的に11位に終わり、シーズン限りでのロベルト・デ・ゼルビ監督の退任を発表した。
2024年6月15日、ザンクト・パウリで指揮していたファビアン・ヒュルツェラーが監督に就任。なお、ヒュルツェラーはプレミアリーグの監督として史上最年少(31歳、2024年6月現在)で就任した。

## ダービーマッチ
最大のライバルはクリスタル・パレスFCである。両者の対戦は、ブライトンと南ロンドンを結ぶ道路から「M23ダービー」「A23ダービー」と呼ばれる。

## タイトル

### 国内タイトル
・FAコミニュティ・シールド :1910

### 国際タイトル
- なし

## 過去の成績
| シーズン | リーグ戦            | リーグ戦 | リーグ戦 | リーグ戦 | リーグ戦 | リーグ戦 | リーグ戦 | リーグ戦 | リーグ戦 | カップ戦   | リーグ杯  | 欧州カップ / その他          | 欧州カップ / その他 | 最多得点者                     | 最多得点者 |
| シーズン | ディビジョン        | 試       | 勝       | 分       | 敗       | 得       | 失       | 点       | 順位     | カップ戦   | リーグ杯  | 欧州カップ / その他          | 欧州カップ / その他 | 選手                           | 得点数     |
| -------- | ------------------- | -------- | -------- | -------- | -------- | -------- | -------- | -------- | -------- | ---------- | --------- | ---------------------------- | ------------------- | ------------------------------ | ---------- |
| 2004-05  | チャンピオンシップ  | 46       | 13       | 12       | 21       | 40       | 65       | 51       | 20位     | 3回戦敗退  | 1回戦敗退 |                              |                     | アダム・ヴァーゴ               | 8          |
| 2005-06  | チャンピオンシップ  | 46       | 7        | 17       | 22       | 39       | 71       | 38       | 24位     | 3回戦敗退  | 1回戦敗退 |                              |                     | コリン・カジム＝リチャーズ     | 6          |
| 2006-07  | フットボールリーグ1 | 46       | 14       | 11       | 21       | 49       | 58       | 53       | 18位     | 3回戦敗退  | 2回戦敗退 | フットボールリーグトロフィー | 準決勝敗退 (S)      | ジェイク・ロビンソン           | 12         |
| 2007-08  | フットボールリーグ1 | 46       | 19       | 12       | 15       | 58       | 50       | 69       | 7位      | 3回戦敗退  | 1回戦敗退 | フットボールリーグトロフィー | 準決勝敗退 (S)      | ニッキー・フォースター         | 19         |
| 2008-09  | フットボールリーグ1 | 46       | 13       | 13       | 20       | 55       | 70       | 52       | 16位     | 1回戦敗退  | 3回戦敗退 | フットボールリーグトロフィー | 準決勝敗退 (S)      | ニッキー・フォースター         | 16         |
| 2009-10  | フットボールリーグ1 | 46       | 15       | 14       | 17       | 56       | 60       | 59       | 13位     | 4回戦敗退  | 1回戦敗退 | フットボールリーグトロフィー | 2回戦敗退 (S)       | ニッキー・フォースター         | 16         |
| 2010-11  | フットボールリーグ1 | 46       | 28       | 11       | 7        | 85       | 40       | 95       | 1位      | 5回戦敗退  | 1回戦敗退 | フットボールリーグトロフィー | 1回戦敗退 (S)       | グレン・マレー                 | 22         |
| 2011-12  | チャンピオンシップ  | 46       | 17       | 15       | 14       | 52       | 52       | 66       | 10位     | 5回戦敗退  | 3回戦敗退 |                              |                     | アシュリー・バーンズ           | 14         |
| 2012-13  | チャンピオンシップ  | 46       | 19       | 18       | 9        | 69       | 43       | 75       | 4位      | 4回戦敗退  | 1回戦敗退 |                              |                     | クレイグ・マッケイル＝スミス   | 11         |
| 2013-14  | チャンピオンシップ  | 46       | 19       | 15       | 12       | 55       | 40       | 72       | 6位      | 5回戦敗退  | 1回戦敗退 |                              |                     | レオナルド・ウジョア           | 16         |
| 2014-15  | チャンピオンシップ  | 46       | 10       | 17       | 19       | 44       | 54       | 47       | 20位     | 4回戦敗退  | 4回戦敗退 |                              |                     | ルイス・ダンク                 | 7          |
| 2015-16  | チャンピオンシップ  | 46       | 24       | 17       | 5        | 72       | 42       | 89       | 3位      | 3回戦敗退  | 2回戦敗退 |                              |                     | トメル・ヘメド                 | 17         |
| 2016-17  | チャンピオンシップ  | 46       | 28       | 9        | 9        | 74       | 40       | 93       | 2位      | 4回戦敗退  | 3回戦敗退 |                              |                     | グレン・マレー                 | 23         |
| 2017-18  | プレミアリーグ      | 38       | 9        | 13       | 16       | 34       | 54       | 40       | 15位     | 6回戦敗退  | 3回戦敗退 |                              |                     | グレン・マレー                 | 14         |
| 2018-19  | プレミアリーグ      | 38       | 9        | 9        | 20       | 35       | 60       | 36       | 17位     | 準決勝敗退 | 2回戦敗退 |                              |                     | グレン・マレー                 | 15         |
| 2019-20  | プレミアリーグ      | 38       | 9        | 14       | 15       | 39       | 54       | 41       | 15位     | 3回戦敗退  | 3回戦敗退 |                              |                     | ニール・モペイ                 | 10         |
| 2020-21  | プレミアリーグ      | 38       | 9        | 14       | 15       | 40       | 46       | 41       | 16位     | 5回戦敗退  | 4回戦敗退 |                              |                     | ニール・モペイ                 | 8          |
| 2021-22  | プレミアリーグ      | 38       | 12       | 15       | 11       | 42       | 44       | 51       | 9位      | 4回戦敗退  | 4回戦敗退 |                              |                     | ニール・モペイ                 | 9          |
| 2022-23  | プレミアリーグ      | 38       | 18       | 8        | 12       | 72       | 53       | 62       | 6位      | 準決勝敗退 | 4回戦敗退 |                              |                     | アレクシス・マック・アリスター | 12         |
| 2023-24  | プレミアリーグ      | 38       | 12       | 12       | 14       | 55       | 62       | 48       | 11位     | 5回戦敗退  | 3回戦敗退 | ヨーロッパリーグ             | ベスト16            | ジョアン・ペドロ               | 20         |

## 現所属メンバー
プレミアリーグ2025-26 開幕節フォーメーション（4-2-3-1）
2025年8月20日現在
注：選手の国籍表記はFIFAの定めた代表資格ルールに基づく。
| No. | Pos. |              | 選手名                       |
| --- | ---- | ------------ | ---------------------------- |
| 1   | GK   | オランダ     | バルト・フェルブルッヘン     |
| 2   | DF   | ガーナ       | タリク・ランプティ ()        |
| 3   | DF   | ブラジル     | イゴール                     |
| 4   | DF   | イングランド | アダム・ウェブスター         |
| 5   | DF   | イングランド | ルイス・ダンク               |
| 6   | DF   | オランダ     | ヤン・ポール・ファン・ヘッケ |
| 7   | MF   | イングランド | ソリー・マーチ               |
| 8   | MF   | ドイツ       | ブラヤン・グルダ ()          |
| 9   | FW   | ギリシャ     | ステファノス・ツィマス       |
| 10  | FW   | フランス     | ジョルジニオ・リュテール     |
| 11  | FW   | ガンビア     | ヤンクバ・ミンテ             |
| 13  | MF   | イングランド | ジャック・ヒンシェルウッド   |
| 14  | MF   | イングランド | トミー・ワトソン             |
| 17  | MF   | カメルーン   | カルロス・バレバ             |
| 18  | FW   | イングランド | ダニー・ウェルベック ()      |
| 19  | FW   | ギリシャ     | ハラランポス・コストゥラス   |
| 20  | MF   | イングランド | ジェームズ・ミルナー         |

| No. | Pos. |              | 選手名                      |
| --- | ---- | ------------ | --------------------------- |
| 21  | DF   | フランス     | オリヴィエ・ボスカリ        |
| 22  | MF   | 日本         | 三笘薫                      |
| 23  | GK   | イングランド | ジェイソン・スティール      |
| 24  | DF   | トルコ       | フェルディ・カドゥオール    |
| 25  | MF   | パラグアイ   | ディエゴ・ゴメス            |
| 26  | MF   | スウェーデン | ヤシン・アヤリ () ()        |
| 27  | MF   | オランダ     | マッツ・ウィーファー        |
| 29  | DF   | ベルギー     | マキシム・デ・カイパー      |
| 31  | FW   | パラグアイ   | フリオ・エンシソ ()         |
| 32  | MF   | エクアドル   | ジェレミー・サルミエント () |
| 33  | MF   | デンマーク   | マット・オライリー ()       |
| 34  | DF   | オランダ     | ジョエル・フェルトマン      |
| 35  | MF   | アイルランド | アンドリュー・モラン        |
| 37  | FW   | セネガル     | アブダラ・シマ              |
| 38  | GK   | カナダ       | トム・マッギル ()           |
| 40  | MF   | アルゼンチン | ファクンド・ブオナノッテ () |
| 42  | DF   | イタリア     | ディエゴ・コッポラ ()       |

※括弧内の国旗はその他の保有国籍を示す。

### ローン移籍選手
in
注：選手の国籍表記はFIFAの定めた代表資格ルールに基づく。
| No. | Pos. |  | 選手名 |
| --- | ---- |  | ------ |

out
注：選手の国籍表記はFIFAの定めた代表資格ルールに基づく。
| No. | Pos. |                  | 選手名                                      |
| --- | ---- | ---------------- | ------------------------------------------- |
| --  | GK   | イングランド     | カール・ラッシュワース (コヴェントリー)     |
| --  | GK   | イングランド     | ジェームズ・ビードル (バーミンガム・シティ) |
| --  | DF   | アイルランド     | エイラン・キャシン (バーミンガム・シティ)() |
| --  | MF   | コートジボワール | マリック・ヤルクエ (スウォンジー・シティ)() |

| No. | Pos. |              | 選手名                                    |
| --- | ---- | ------------ | ----------------------------------------- |
| --  | FW   | 大韓民国     | ユン・ドヨン (エクセルシオール)           |
| --  | FW   | イングランド | アマリオ・コジア＝デュベリー (ボルトン)() |
| --  | FW   | ガーナ       | イブラヒム・オスマン (AJオセール)         |
| --  | FW   | アイルランド | エヴァン・ファーガソン (ASローマ)()       |

## 歴代監督
20世紀
- ジャック・ジョンストン 1901-1905
- フランク・スコット＝ワトフォード 1905-1908
- ジャック・ロビンソン 1908-1914
- チャールズ・ウェブ 1919-1947
- トミー・クック 1947
- ドン・ウェルシュ 1947-1951
- ビリー・レーン 1951-1961
- ジョージ・カーティス 1961-1963
- アーチー・マコーレー 1963-1968
- フレッド・ゴールドウィン 1968-1970
- パット・サワード 1970-1973
- ブライアン・クラフ 1973-1974
- ピーター・トーマス・テイラー 1974-1976
- アラン・マレリー 1976-1981
- マイク・ベイリー 1981-1982
- ジミー・メーリア 1982-1983
- クリス・キャットリン 1983-1986
- アラン・マレリー 1986-1987
- ビリー・ルロイド 1987-1993
- リアム・ブレイディ 1993-1995
- ジミー・ケース 1995-1996
- スティーブ・グリット 1996-1998
- ブライアン・ホートン 1998-1999
- ジェフ・ウッド 1999
- マイキー・アダムズ 1999-2001

21世紀
- ピーター・ジョン・テイラー 2001-2002
- マーティン・ヒンシェルウッド 2002
- スティーヴ・コッペル 2002-2003
- マーク・マクギー 2003-2006
- ディーン・ウィルキンス 2006-2008
- マイキー・アダムズ 2008-2009
- ラッセル・スレイド 2009
- グスタボ・ポジェ 2009-2013
- オスカル・ガルシア 2013-2014
- サミ・ヒーピア 2014
- クリス・ヒュートン 2014-2019
- グレアム・ポッター 2019-2022
- アンドリュー・クロフツ 2022（暫定）
- ロベルト・デ・ゼルビ 2022-2024
- ファビアン・ヒュルツェラー 2024-

## 歴代所属選手
20世紀
- ジョン・ルイス 1906-1907
- ジャック・ホール 1906-1908
- ボビー・スミス 1964-1965
- ピーター・ワード 1975-1980, 1982
- ジョー・キニアー 1975-1976
- フィル・ビール 1975-1977
- マーティン・チバース 1979-1980
- ガリー・スティーブンス 1979-1983
- ジョー・コリガン 1983-1984
- ディーン・ソーンダース 1985-1987
- ジェリー・アームストロング 1986-1989
- アラン・カービシュリー 1987-1990
- トニー・メオラ 1990
- クレイヴ・ウォーカー 1990-1993
- アデ・アキンバーイ 1994
- ボビー・ザモラ 2000-2003
- アダム・ヴァーゴ 2000-2005

21世紀
- スティーブ・シドウェル 2002-2003
- ジョン・ピアーシー 2002-2004
- イヴァ・インギマルソン 2003
- レオン・ナイト 2003, 2003-2006
- クリス・イェルモ 2004
- ウェイン・ヘンダーソン 2005, 2006-2007
- コリン・カジム＝リチャーズ 2005-2006
- ポール・マクシェーン 2005-2006
- ギャレス・バリー （ユース時代）
- マウリシオ・タリッコ 2010-2012
- ビセンテ・ロドリゲス　2011-2013
- ヴィターリス・マクシメンコ　2013-2015
- アレクシス・マック・アリスター 2019-2023
- アダム・ララーナ 2020-2024
- 三笘薫 2021-
- ジェイムズ・ミルナー 2023-